# Heikes Covered Bridge
Die Heikes Covered Bridge ist eine historische, überdachte Brücke im Adams County, im US-Bundesstaat Pennsylvania, in den Vereinigten Staaten. Die am 1. April 1892 fertiggestellte Brücke, die im Burr-Truss-Design gestaltet ist, befindet sich etwa 4 Kilometer nördlich von Heidlersburg, zwischen dem Tyrone Township und dem Huntington Township. Sie überspannt den Bermudian Creek.
Die Gesamtlänge der Heikes Covered Bridge beträgt 20,4 Meter, die Breite 4,25 Meter. Die Brücke ist für jeglichen Verkehr gesperrt und befindet sich auf einem Privatgrundstück. Der heutige Eigentümer, ein Landwirt, unterhält die Brücke, und nutzt sie als Depot.
Die Heikes-Brücke wurde vom National Register of Historic Places mit der Nummer 80003396 am 25. August 1980 aufgenommen.